# Alte Garnisonkirche (Hannover)
Die Garnisonkirche in Hannover, anfangs Heilig-Geist-Kirche und später auch Alte Garnisonkirche genannt, war die ältere der beiden Garnisonkirchen in der Geschichte der Stadt Hannover. Standort des bereits im Mittelalter eingerichteten Sakralgebäudes war die Schmiedestraße Ecke Knochenhauerstraße in der Altstadt, im heutigen Stadtteil Mitte der niedersächsischen Landeshauptstadt.

## Geschichte
Nachdem das seit Mitte des 13. Jahrhunderts nahe dem Steintor von Bürgern gestiftete und vom Rat der Stadt Hannover errichtete Hospital Sankt Spiritus ab dem Jahr 1256 Lahmen und Blinden zur Pflege sowie Reisenden als Unterkunft gedient hatte, wurde im Jahr 1297 zusätzlich eine eigene Kirche errichtet, die damalige Heilig-Geist-Kirche (Sankt Spiritus).
Nach der Reformation blieb die Kirche bis nach dem Dreißigjährigen Krieg ungenutzt, bis im Jahr 1656 in dem Kirchengebäude eine evangelisch-lutherische Kirchengemeinde für Angehörige der späteren Kurhannoverschen Armee eingerichtet wurde. Diese bestand mehr als zwei Jahrhunderte, bis die Garnisonsgemeinde durch die Annexion des Königreichs Hannover durch Preußen 1867 aufgehoben wurde. Für die Angehörigen der dann Preußischen Armee, die mehrheitlich wiederum evangelisch uniert waren, bildete sich eine eigene Gemeinde, die anfangs in der Schlosskirche des Leineschlosses untergebracht wurde. Unterdessen verkaufte die Stadt Hannover das bis dahin in ihrem Eigentum stehende Gebäude der Alten Garnisonskirche, die 1875 schließlich abgebrochen wurde.
Nachdem die Garnisonsgemeinde inklusive zahlreicher preußischer Zivilbeamter bis Anfang der 1890er Jahre auf rund 7.000 Mitglieder angewachsen war, erhielt der Architekt Christoph Hehl den Auftrag zu der 1896 neu errichteten Garnisonkirche am Goetheplatz.

## Grabmäler und Epitaphe

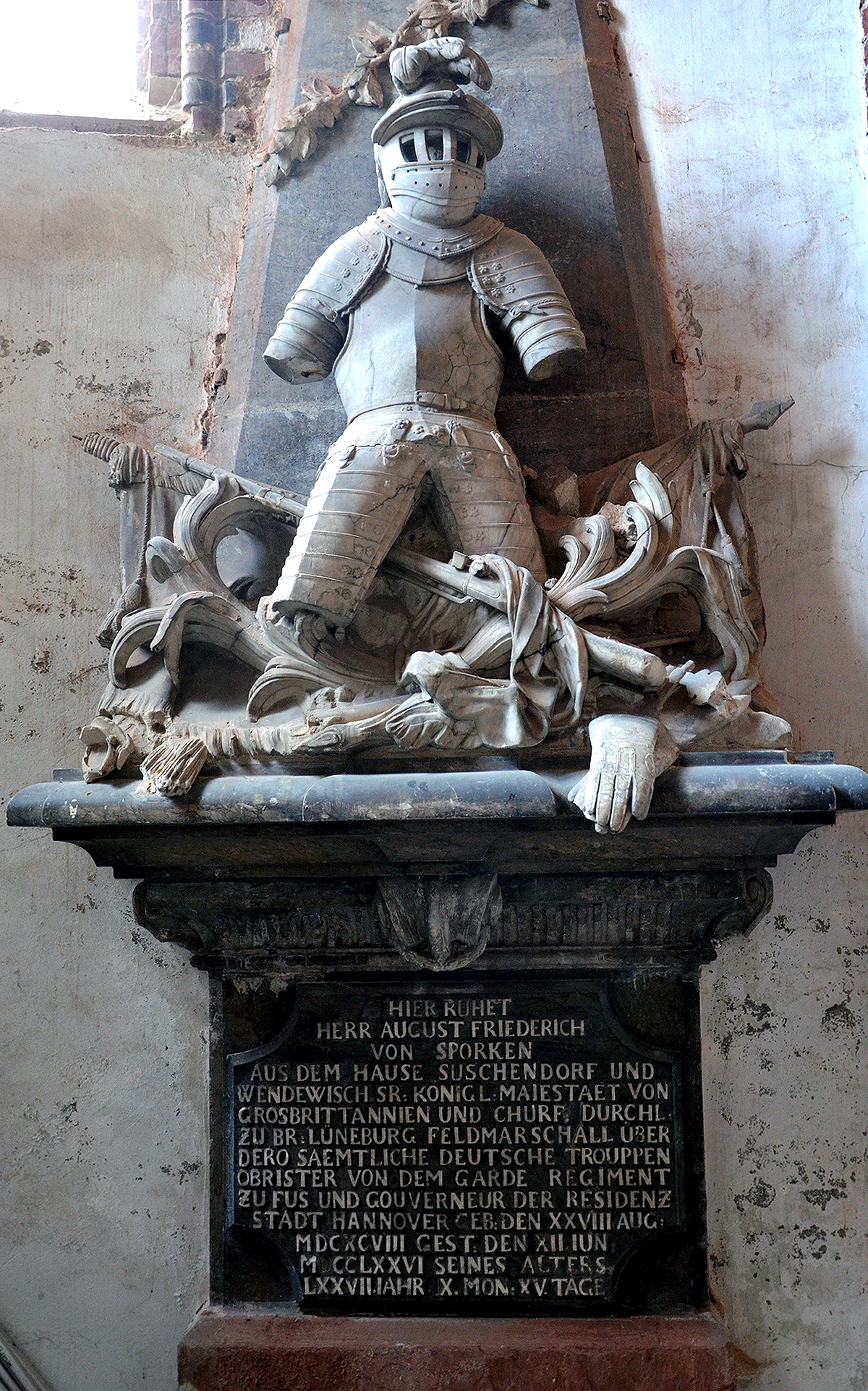
Epitaph eines noch unidentifizierten Bildhauers für August Friedrich von Sporken, heute in der Christuskirche in Hannover

- Ein Stein vor dem Altar soll das seit 1740 gegründete Erbbegräbnis des Adelsgeschlechtes von Ilten markiert haben.[4]
- An der nördlichen Seitenwand der Kirche
  - hing das aus Holz gefertigte – und durch Wurmfrass beschädigte – Epitaph des 1738 gestorbenen Generals von Swaan[4]
  - war das marmorne Denkmal des 1748[4] oder 1749 gestorbenen[5] Stadtkommandanten Johann Georg von Ilten[4]
  - fand sich das aus Marmor gehauene Denkmal des 1776 gestorbenen Feldmarschalls Friedrich von Spörcken. Vor dem Abbruch der Kirche wurde der vierseitige Obelisk, an dessen Basis soldatische Embleme geformt waren und unter dem eine Inschriftentafel angebracht war, in die Halle des Engesohder Friedhofes transloziert. Das Denkmal wurde später auch als „[...] zur Gartenkirche gehörig“ beschrieben.[4]